# Liste der Monuments historiques in Castelnau-de-Médoc
Die Liste der Monuments historiques in Castelnau-de-Médoc führt die Monuments historiques in der französischen Gemeinde Castelnau-de-Médoc auf.

## Liste der Objekte
| Bezeichnung                                                    | Beschreibung                              | Standort                        | Kennzeichnung | Schutzstatus | Datum | Bild |
| -------------------------------------------------------------- | ----------------------------------------- | ------------------------------- | ------------- | ------------ | ----- | ---- |
| Bas-Relief Kreuzigung                                          | Alabaster, Ende des 15. Jahrhunderts      | in der Kirche St-Jacques (Lage) | PM33000450    | Classé       | 1908  |      |
| Skulptur des Apostels Paulus                                   | Holz, polychrom gefasst, 19. Jahrhundert  | in der Kirche St-Jacques (Lage) | PM33001503    | Inscrit      | 1981  |      |
| Bleiglasfenster: Christus am Kreuz zwischen den zwei Schächern | 16. Jahrhundert                           | in der Kirche St-Jacques (Lage) | PM33000451    | Classé       | 1908  |      |
| Skulptur Madonna mit Kind                                      | Holz, 18. Jahrhundert                     | in der Kirche St-Jacques (Lage) | PM33000452    | Classé       | 1908  |      |
| Bas-Relief Pfingsten                                           | Holz, bemalt, Anfang des 18. Jahrhunderts | in der Kirche St-Jacques (Lage) | PM33002274    | Inscrit      | 1981  |      |
| Retabel Heiliger Antonius und heiliger Johannes                | Holz (?), Anfang des 18. Jahrhunderts     | in der Kirche St-Jacques (Lage) | PM33002275    | Inscrit      | 1981  |      |
| Altar und Retabel                                              | Holz, Ende des 17. Jahrhunderts           | in der Kirche St-Jacques (Lage) | PM33000453    | Classé       | 1971  |      |
| Skulptur des Apostels Petrus                                   | Holz, polychrom gefasst, 19. Jahrhundert  | in der Kirche St-Jacques (Lage) | PM33001504    | Inscrit      | 1981  |      |
| Taufbecken                                                     | Stein, 17. Jahrhundert                    | in der Kirche St-Jacques (Lage) | PM33002276    | Inscrit      | 1981  |      |